# Роуэн, Келли
Ке́лли Ро́уэн (англ. Kelly Rowan; род. 26 октября 1965, Оттава, Канада) — канадская и американская актриса.

## Биография
Келли Роуэн родилась в 1965 году в Оттаве, Канада, затем переехала с родителями в Торонто, где и выросла. Натуральная блондинка Келли дебютировала на канадском телевидении, когда ей было 19. В 1990 году Келли переехала в Лос-Анджелес, где снявшись в нескольких сериалах, получила первую роль в кино, в фильме Стивена Спилберга «Крюк». Келли Роуэн больше всего запомнилась американским зрителям по триллеру компании Warner Bros. «187». Среди других её ролей в кино — «Убийцы» с Сильвестром Сталлоне и Антонио Бандерасом и «Крюк» с Дастином Хоффманом и Робином Уилльямсом. Келли также сделала большие успехи на телевизионной арене. Она недавно снялась в сериале «Boomtown», мини-сериале для кабельного ТВ «Вещь Девочки» и телефильме «Звонок Энии», получившем Эмми. Она получила престижную премию «Джемини» за роль в телефильме «По течению». Когда Келли снимается, то она активно продюсирует. В настоящее время она продюсирует несколько кинофильмов в Соединенных Штатах и Канаде. Она изучила театральное искусство в таких известных школах как Британская Американская Академия Драмы и Neighborhood Playhouse. Келли поддерживает связи с Лос-Анджелесом, Нью-Йорком и своим родным городом Торонто, Канада.

## Фильмография
| Год        |    | Русское название              | Оригинальное название                      | Роль                         |
| ---------- | -- | ----------------------------- | ------------------------------------------ | ---------------------------- |
| 1964 —1999 | с  | Другой мир                    | Another World                              | Suzie Strathmore             |
| 1978 —1991 | с  | Даллас                        | Dallas                                     | Dana                         |
| 1980       | тф |                               | Children of Divorce                        |                              |
| 1985 —1989 | с  |                               | Night Heat                                 | Melissa                      |
| 1985 —1992 | с  |                               | Growing Pains                              | Rachel                       |
| 1986       | тф |                               | The High Price of Passion                  | Student #3                   |
| 1986       | ф  | Моё животное — убийца         | My Pet Monster                             | Stephanie                    |
| 1986       | тф |                               | The Truth About Alex                       | Ellie Sanders                |
| 1987 —1994 | с  |                               | Street Legal                               | Angelina                     |
| 1987       | ф  | Врата                         | The Gate                                   | Lori Lee                     |
| 1987       | тф |                               | The Kidnapping of Baby John Doe            | Salesgirl                    |
| 1988 —1990 | с  | Война миров                   | War of the Worlds                          | Kim                          |
| 1989       | ф  |                               | The Long Road Home                         | Cynthia                      |
| 1991 —1993 | с  | Тропическая жара              | Оригинальное название неизвестно           | Julie Morrison               |
| 1991       | ф  | Капитан Крюк                  | Hook                                       | Peter’s Mother               |
| 1992       | тф |                               | Grave Secrets: The Legacy of Hilltop Drive | Gayla Williams               |
| 1992       | тф |                               | Exclusive                                  | Sunny                        |
| 1993       | тф | В дрейфе                      | Оригинальное название неизвестно           | Eliza Terrio                 |
| 1995       | ф  | Кэндимэн 2: Прощание с плотью | Оригинальное название неизвестно           | Annie Tarrant                |
| 1995 —2002 | с  | За гранью возможного          | Оригинальное название неизвестно           | Isabelle Pierce              |
| 1995       | тф | Люди хорошие и плохие         | Оригинальное название неизвестно           | Hallie Russell               |
| 1995 —1996 | с  | Одинокая голубка              | Оригинальное название неизвестно           | Mattie Shaw                  |
| 1995       | ф  | Наемные убийцы                | Оригинальное название неизвестно           | Jennifer, Electra’s Neighbor |
| 1996 —1997 | с  | Горящая зона                  | Оригинальное название неизвестно           | Stacy                        |
| 1996       | ф  |                               | Mocking the Cosmos                         | Lydia / Lydathia             |
| 1997       | тф |                               | A Match Made in Heaven                     | Jane Cronin                  |
| 1997       | ф  | 187                           | One eight seven                            | Ellen Henry                  |
| 1997       | тф |                               | A Mother’s Wish                            |                              |
| 1997       | тф | Затерянный склеп              | Оригинальное название неизвестно           | Karen Toms                   |
| 1998       | тф |                               | When He Didn’t Come Home                   | Carolyn Blair                |
| 1998       | с  | Владеть и обладать            | Оригинальное название неизвестно           | Gina                         |
| 1998 —2005 | с  | Следствие ведет Да Винчи      | Оригинальное название неизвестно           | Michaela                     |
| 1998       | тф | Милая Евангелина              | Оригинальное название неизвестно           | Evie Shaw                    |
| 1999       | тф |                               | Late Last Night                            | Jill                         |
| 1999       | ф  | Танго втроем                  | Оригинальное название неизвестно           | Olivia Newman                |
| 1999       | тф |                               | Anya’s Bell                                | Jeanne Rhymes                |
| 1999       | тф | Преступление на почве страсти | Оригинальное название неизвестно           | Marci Elias                  |
| 2000       | тф | Правда о Джейн                | Оригинальное название неизвестно           | Ms.Lynn Walcott              |
| 2000       | тф | Презрение                     | Оригинальное название неизвестно           | Sharon                       |
| 2000 —2008 | с  | C.S.I.: Место преступления    | Оригинальное название неизвестно           | Eileen Nelson                |
| 2001       | тф | Девочки в большом городе      | Оригинальное название неизвестно           | Claire                       |
| 2001       | ф  | Предел                        | Оригинальное название неизвестно           | Anne Conroy                  |
| 2001       | ф  | Заводной парень               | Оригинальное название неизвестно           | Erin                         |
| 2002       | ф  | Любой ценой                   | Оригинальное название неизвестно           | Ashley Pryor                 |
| 2002 —2003 | с  | Бумтаун                       | Оригинальное название неизвестно           | Marian McNorris              |
| 2002       | тф |                               | The Man Who Saved Christmas                | Mary                         |
| 2003 —2007 | с  | О. С. — Одинокие сердца       | The Orange Country                         | Kirsten Cohen                |
| 2006       | тф | Восемь дней до смерти         | Оригинальное название неизвестно           | Teresa Spring                |
| 2006       | ф  |                               | Mount Pleasant                             | Anne Burrows                 |
| 2007       | тф | Божья вотчина                 | Оригинальное название неизвестно           | Judith Leavitt               |
| 2008       | ф  | Джек и Джилл против Мира      | Оригинальное название неизвестно           | Kate                         |
| 2008       | тф |                               | The Good Times Are Killing Me              | Kate                         |
| 2012 —2014 | с  | Восприятие                    | Perception                                 | Natalie Vincent              |